# Eriogaster acanthophylli
Eriogaster acanthophylli är en fjärilsart som beskrevs av Hugo Theodor Christoph 1882. Eriogaster acanthophylli ingår i släktet Eriogaster och familjen ädelspinnare. Inga underarter finns listade i Catalogue of Life.